# Domfaing
Domfaing là một xã, nằm ở tỉnh Vosges trong vùng Grand Est của Pháp. Xã này có diện tích 3,9 kilômét vuông, dân số năm 1999 là người. Xã này nằm ở khu vực có độ cao trung bình 370 m trên mực nước biển.

## Biến động dân số
| Năm | 1962 | 1968 | 1975 | 1982 | 1990 | 1999 |
| --- | ---- | ---- | ---- | ---- | ---- | ---- |
| Dân số | 225  | 234  | 229  | 286  | 254  | 224  |
| From the year 1962 on: No double counting—residents of multiple communes (e.g. students and military personnel) are counted only once. |      |      |      |      |      |      |

## Hành chính
| Danh sách các xã trưởng                |           |                |      |         |
| Giai đoạn                              | Giai đoạn | Tên            | Đảng | Tư cách |
| tháng 3 2001                           | 2014      | Bernard Moulin |      |         |
| Tất cả các dữ liệu trước đây không rõ. |           |                |      |         |